# James Sutherland Cotton
James Sutherland Cotton (Cooner, Madrás, 17 de julio de 1847-Salisbury, 10 de julio de 1918) fue un académico, editor y escritor británico.

## Biografía
Era el tercer hijo de Joseph John Cotton, funcionario del Servicio Civil de Madrás, y una hija del juez del tribunal supremo de esa ciudad india, James Minchin. Estudió en el Magdalen College y en el Brighton College, y marchó a Winchester en 1860; en 1867 fue elegido erudito del Trinity College de Oxford, donde se graduó en 1870 como el primero en Literæ Humaniores. De 1871 a 1874 fue miembro y lector del Queen's College. Entre sus amigos de Oxford estuvieron el bibliotecario de la Bodleiana Edward Nicholson, F. T. Richards y Grant Allen, así como numerosos intelectuales liberales de la época. 
El 1873 se casó con Isabel Carter de Clifton, de Bristol. En 1874 fue llamado al gabinete de Lincoln's Inn y en 1881 comenzó a trabajar en la revista Academy, cuya ya alta reputación acreció aún más bajo su dirección. Tras quince años de trabajo en esta publicación la abandonó para convertirse en el principal ayudante de Sir William Wilson Hunter en la confección del primer diccionario geográfico general de la India y también de la Gaceta Imperial de la India, publicada por vez primera en 1881 en 9 vols. y revisada y ampliada de 1885 a 1887. Después se encargó de catalogar los manuscritos europeos sobre este subcontinente.

## Obras
- India
- Mountstuart Elphinstone (1892)
- Colonies and dependencies; Pt. 1. - India; Pt. 2. - The colonies (1883)
- Decenniel Report On The Moral And Material Progress Of India (1885)
- Quinquennial Report On Education In India
- Artículos escritos para Academy
- Editor de William Wilson Hunter, Gazetteer of India (1885-87) en 14 vols. 2.ª ed.